# Esteban de Perche
Esteban de Perche (en francés: Étienne du Perche, fallecido el 14 de abril de 1205 en Adrianópolis), fue un caballero y cruzado. Era el hijo del conde Rotrón IV de Perche y Matilde de Blois, hija del conde Teobaldo II de Champaña.
Junto con su hermano mayor, el conde Godofredo III, tomó la cruz para la Cuarta Cruzada. En el sitio de Zara (1202) Esteban dejó el ejército en Apulia, pero volvió nuevamente poco después. Después de la conquista de Constantinopla en 1204 fue nombrado por el emperador Balduino I  «Duque de Filadelfia», pero solo tenía que conquistarlo.
Antes de partir Esteban murió en la batalla de Adrianópolis. No se casó.
- Datos: Q78535853
- Multimedia: Stephen of Perche / Q78535853